# Greatest Hits Vol.1
Pour les articles homonymes, voir Greatest Hits.
Greatest Hits Vol.1 est le premier album de compilation du groupe Korn sorti en 2004.

## Historique
Pour clore son contrat de sept albums avec Epic Records, Korn sort sa première compilation.
Y figurent la majorité des singles issus des six premiers albums (Korn, Life Is Peachy, Follow the Leader, Issues, Untouchables et Take a Look in the Mirror) ainsi que deux nouvelles chansons, Word Up! (reprise du groupe américain Cameo) et Another Brick in the Wall (reprise de Pink Floyd, cette dernière satisfera beaucoup de fans, car Korn interprète les trois parties de la chanson (la deuxième étant la plus connue chez Pink Floyd) ainsi que Goodbye Cruel World). Les reprises sont exécutés dans le même style que Take a Look in the Mirror, mais manquent quelque peu de souffle selon certains.

## Liste des chansons
1. Word Up! (Cameo cover) - 2:53
2. Another Brick In The Wall (Pts. 1, 2, 3) (Pink Floyd cover) - 7:03
3. Y'All Want a Single - 3:18
4. Right Now - 3:16
5. Did My Time - 4:07
6. Alone I Break - 4:16
7. Here to Stay - 4:32
8. Trash - 3:27
9. Somebody Someone - 3:48
10. Make Me Bad - 3:55
11. Falling Away from Me - 4:32
12. Got The Life - 3:48
13. Freak on a Leash - 4:15
14. Twist - 0:50
15. A.D.I.D.A.S. - 2:32
16. Clown - 4:36
17. Shoots & Ladders - 5:23
18. Blind - 4:18
19. Freak on a Leash (Dante Ross Remix) - 4:45